# Зональная Станция
Зональная Станция (также — Зональный) — посёлок в Томском районе Томской области. Административный центр Зональненского сельского поселения.
Расположен вблизи юго-восточных окраин Томска.

## Инфраструктура и экономика
В посёлке есть несколько новых строящихся микрорайонов — Радужный, Приозёрный, Звёздный, Ипподром, Красивый пруд, Перспективный, Ромашка, которые занимают площадь бо́льшую, чем «старый» посёлок. С 2014 года ведётся активное строительство нового микрорайона «Южные Ворота» с многоэтажной застройкой.
Также в посёлке есть четыре детских сада, поликлиника, школа, почтовое отделение, два спортивных стадиона, Дом культуры, православный храм. Инфраструктура посёлка развивается в быстром темпе. В посёлке появилось много супермаркетов, парикмахерских, большой строительный магазин.

## Население
| 2002  | 2009  | 2010    | 2011  | 2012  | 2013  | 2014  |
| ----- | ----- | ------- | ----- | ----- | ----- | ----- |
| 5035  | ↗5123 | ↗5813   | ↘5412 | ↗6070 | ↗6335 | ↗6551 |
| 2015  | 2015  | 2021    |       |       |       |       |
| ↗6720 | →6720 | ↗15 421 |       |       |       |       |